# Шеш

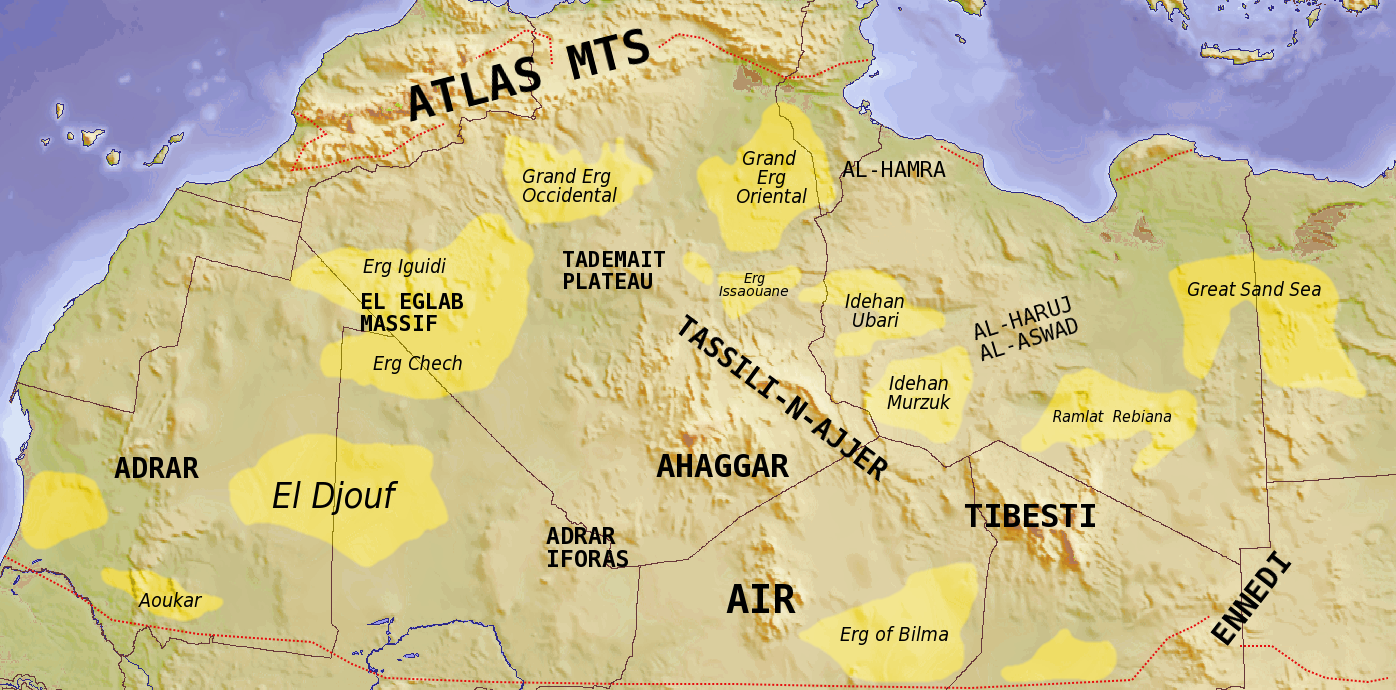
Топографічна карта Сахари

Шеш (Ерг Шеш) (араб. عرق شاش) — великий ерг на заході Сахари, у південно-західній частині Алжиру та північній частині Малі. Розташована в западини між плато Ель-Еглаб на заході, Танезруфт на сході та Ерг-Ігіді на півночі.
Ерг Шеш — рівнина із середніми висотами до 300 м. Для північної частини характері протяжні дюни висотою 300 м, які на півдні знижуються до 50 м. Пустеля утворена при розвіюванні піщаних відкладів дельти уеда Саура. Річна кількість опадів не перевищує 10 мм. Середня температура липня вище 35 °C. Джерел води та криниць на території пустелі практично немає.